# João Sismanes da Bulgária
João Sismanes (em grego: Ἰωάννης Σισμάνης; romaniz.: Ioánnes Sismanes; em búlgaro: Иван Шишман; romaniz.: Ivan Šišman) foi o imperador da Bulgária em Tarnovo entre 1371 e sua morte em 3 de junho de 1395. Sua autoridade estava limitada às regiões centrais do Império Búlgaro e sua política externa, inconsistente e pouco objetiva, não ajudou a evitar que seu país fosse conquistado pelo Império Otomano. Em 1393, os turcos conquistaram Tarnovo e, dois anos depois, suas últimas fortalezas caíram e ele foi preso e executado.
Apesar da debilidade política e militar, durante o seu governo a Bulgária permaneceu como um importante centro cultural e a controvérsia hesicasta dominou o debate na Igreja da Bulgária. O patriarca da Bulgária Eutímio de Tarnovo se tornou a figura mais proeminente do país. Diversos textos foram escritos ou traduzidos e a língua búlgara foi reformada com a publicação de novas regras. Depois da queda da Bulgária, os acadêmicos búlgaros encontraram refúgio em outros países ortodoxos levando consigo as principais conquistas da cultura búlgara.
Seu reinado esteve intimamente ligado ao domínio otomano sobre a Bulgária. Embora não existam fontes históricas que comprovem um papel ativo na defesa de seu país, João Sismanes aparece no folclore búlgaro como um monarca lendário e heroico que lutou desesperadamente contra a avassaladora invasão otomana. Há diversos locais, fortalezas e pontos geográficos batizados em sua homenagem por toda a Bulgária.

## Biografia

### Primeiros anos
Nascido em 1350 ou 1351, João Sismanes era o filho mais velho do imperador João Alexandre (r. 1331–1371) com sua segunda esposa Sara Teodora, uma judia convertida à ortodoxia, e seu nascimento provocou uma discussão na corte sobre a sucessão ao trono búlgaro. João tinha dois filhos ainda vivos de seu primeiro casamento com Teodora da Valáquia. O mais velho, Miguel Asen IV, foi proclamado coimperador logo depois da ascensão de João em 1332 e era o sucessor indiscutível. Porém, quando ele morreu prematuramente numa batalha contra os turcos em 1355, o assunto voltou a ser discutido. É provável que Sara Teodora tenha pressionado João a escolher seu próprio filho como sucessor em detrimento de João Esracimir, o herdeiro legítimo de acordo com o sistema de morgado. No final, João Sismanes levou a melhor por ser um porfirogênito (nascido depois que o pai já reinava — "nascido na púrpura") e ainda em 1355 foi proclamado sucessor e coimperador.
Os eventos levaram a um conflito com João Esracimir, que recebeu o governo de Vidin, provavelmente como uma compensação. As fontes são obscuras, mas outro indicativo do conflito é a ausência do retrato de Esracimir no Tetraevangelia de João Alexandre, onde a família toda do imperador estava representada. Em 1356, ele se auto-proclamou imperador de Vidin. Em Tarnovo, juntamente com o pai e o irmão mais novo, João Asen V, João Sismanes convocou e presidiu concílios eclesiásticos no final da década de 1360.

### Imperador da Bulgária

#### Reinado antes de 1388

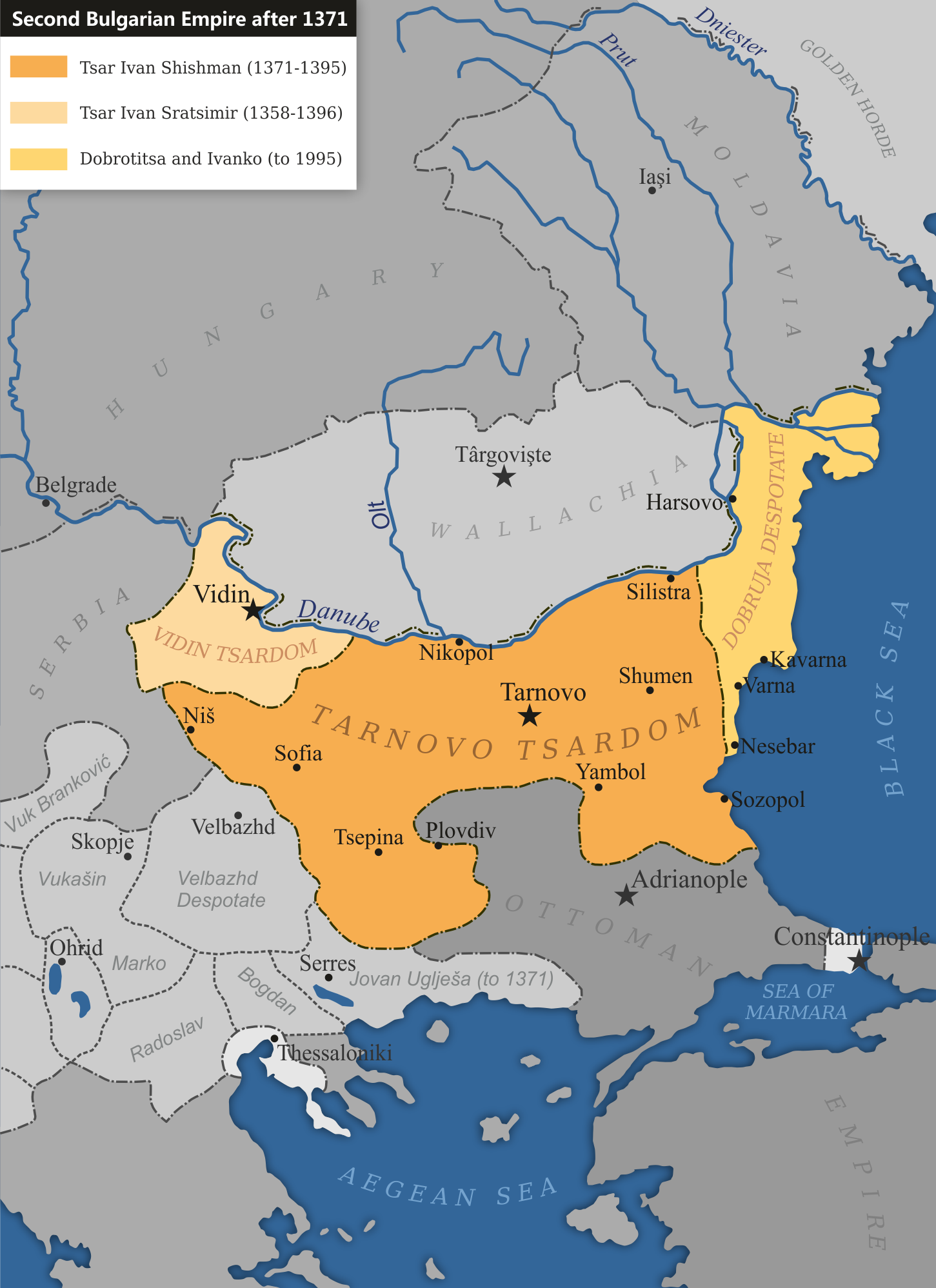
Bálcãs depois da morte de João Alexandre (1371). O Segundo Império Búlgaro foi dividido entre dois filhos do falecido imperador, João Esracimir, que reinou em Vidin, e João Sismanes, em Tarnovo. Além disso, o déspota Dobrotitsa proclamou independente o seu Principado de Karvuna, na costa do mar Negro

Com vinte e poucos anos, João Sismanes foi proclamado imperador depois da morte de seu pai em 17 de fevereiro de 1371. Contudo, herdou apenas partes do reino de seu pai: as terras entre Silistra e o rio Iskar, o vale de Sófia, partes dos montes Ródope e o norte da Trácia. Para o ocidente, a região à volta de Vidin reconhecia João Esracimir como imperador enquanto que no oriente, o Principado de Karvuna, que abrangia a faixa de terra costeira entre o delta do Danúbio e o cabo Emine e era governado pelo déspota Dobrotitsa, também não reconhecia a autoridade do imperador em Tarnovo. Cronistas modernos como Johann Schiltberger defendem a existência de três reinos simultâneos, todos chamados "Bulgária". Assim, o país se viu dividido às vésperas da invasão otomana, a despeito das reivindicações de João Sismanes em suas escrituras reais, nas quais se auto-denomina imperador primário numa tentativa de enfatizar a existência de uma hierarquia entre os três monarcas. Porém, essa hierarquia ficou no papel; para reafirmar sua independência de Tarnovo, tanto Esracimir quanto Dobrotitsa separaram suas dioceses do Patriarcado da Bulgária. De acordo com Fine, imediatamente depois da morte de João Alexandre, João Esracimir tentou reunificar a Bulgária e chegou a capturar Sófia, mantendo-a por um ou dois anos. Esta história da disputa entre os dois irmãos pela cidade tem uma forte tradição na historiografia búlgara desde a época de Konstantin Jireček, mas já foi descartada por muitos historiadores búlgaros modernos.
Apenas uns poucos meses depois da ascensão de João Sismanes ao trono, em 26 de setembro, os turcos otomanos derrotaram um grande exército cristão liderado pelos irmãos sérvios Blucasino Demétrio e João Ugleses na Batalha de Chernomen (ou Maritsa). Embora Uglješa tenha tentado criar uma ampla coalizão que incluísse a Bulgária, Sismanes, que tinha que reforçar sua própria autoridade, não participou. Depois da vitória, os turcos imediatamente atacaram a Bulgária e o sultão otomano, Murade I, forçou João Sismanes a recuar para o norte da cordilheira dos Balcãs, conquistando o norte da Trácia, os Ródopes, Kostenets, Ihtiman e Samokov. Incapaz de resistir aos ataques, João Sismanes teve que negociar com os otomanos em 1373. Pelos termos da paz, ele foi forçado a se tornar um vassalo e teve que ceder sua irmã, Kera Tamara, conhecida por sua beleza, como esposa para o sultão. A Bulgária recebeu de volta alguns dos territórios — Ihtiman e Samokov — e começou um período de quase dez anos de uma difícil paz com os turcos. Apesar da vassalagem e do tratado de paz, os raides otomanos recomeçaram no início da década de 1380 e culminaram em 1385 com a queda de Sófia, a última fortaleza de João Sismanes ao sul da cordilheira.
Nesse ínterim, João se envolveu numa guerra contra o voivoda da Valáquia, Dan I, entre 1384 e 1386. Há poucos detalhes sobre o conflito e apenas uma breve nota na "Crônica Anônima Búlgara" indica que João Sismanes matou Dan I em 23 de setembro de 1386. Esta guerra estava provavelmente relacionada com a disputa entre Sismanes e Esracimir, pois este tinha o apoio dos monarcas da Valáquia e era casado com Ana, da Casa de Bassarabe.

#### Queda da Bulgária

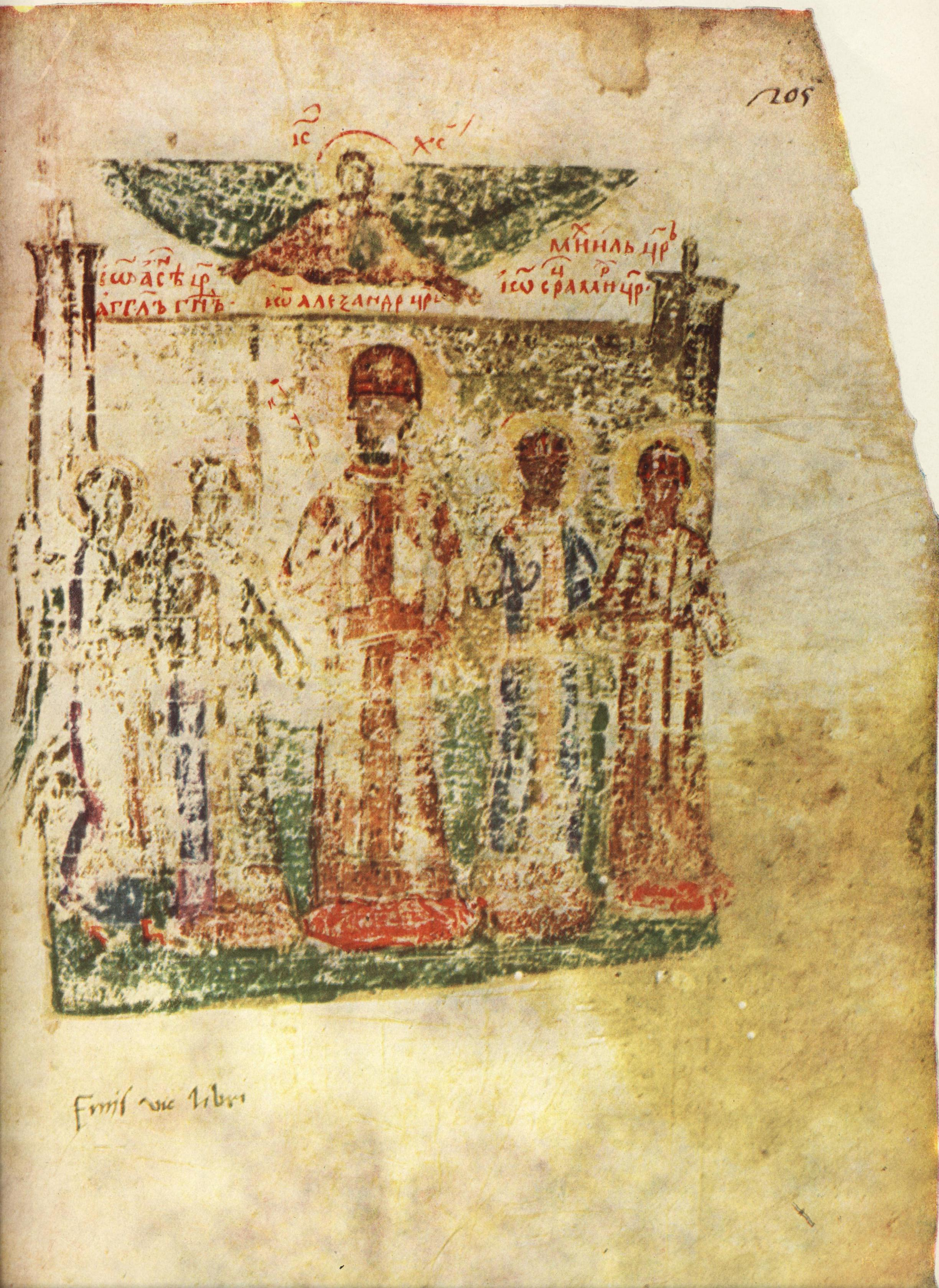
João Alexandre com seus filhos João Esracimir, João Sismanes e.
Iluminura na Crônica de Constantino Manasses

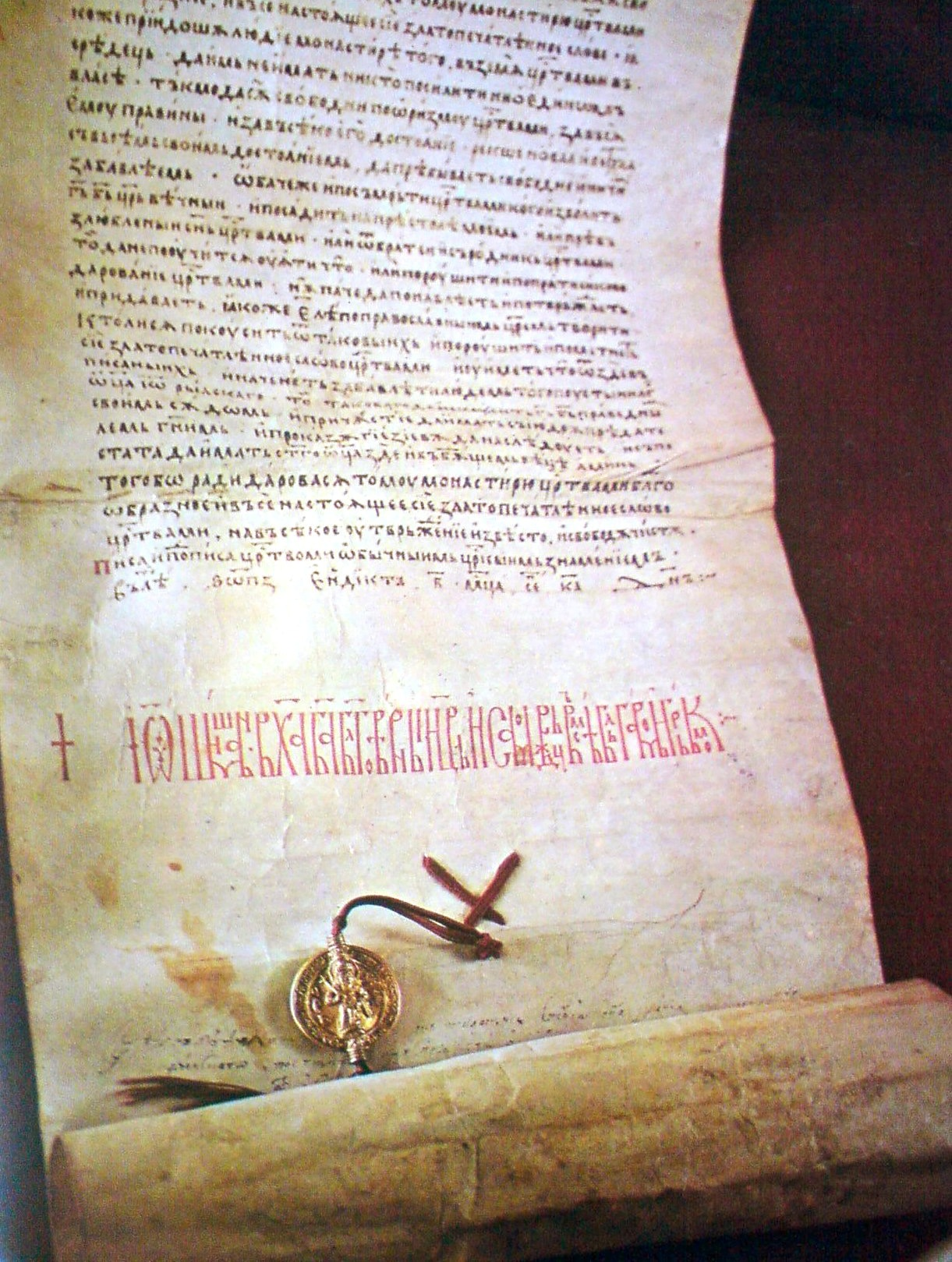
A Carta de Rila de João Sismanes, outorgada em 1378, concedeu privilégios ao Mosteiro de Rila. O imperador se intitulou "Em Cristo, o senhor fiel imperador e autocrata de todos os búlgaros e gregos"

Em 1387, as forças unidas da Sérvia Morávia e do Reino da Bósnia conseguiram derrotar os otomanos na Batalha de Plochnik. Encorajado pelo sucesso dos cristãos, Sismanes imediatamente renegou sua vassalagem e se recusou a enviar tropas para apoiar Murade no ano seguinte. Os otomanos reagiram enviando uma força de 30 000 soldados, comandada pelo grão vizir Ali Paxá, para além da cordilheira dos Bálcãs, onde caíram as fortalezas de Shumen, Madara, Venchan e Ovech. João Sismanes abandonou Tarnovo e se refugiou em Nicópolis, onde foi cercado e novamente forçado a negociar. Os otomanos exigiram que reconfirmasse sua vassalagem e que lhes fosse entregue Silistra, a mais populosa cidade búlgara ao longo do Danúbio na época. Porém, o imperador, assegurado pelos vizinhos de que receberia apoio e pelos preparativos da Sérvia para a guerra, não apenas recusou-se a permitir que os otomanos entrassem na cidade como reforçou suas muralhas. Ali Paxá cruzou a cordilheira, recapturou Shumen, Cherven, Svistov e novamente cercou João em Nicópolis. Surpreendido pela rapidez do ataque otomano e não tendo ainda recebido a prometida ajuda, João teve que pedir a paz mais uma vez. Seus apelos foram aceitos, mas os termos foram ainda mais duros que os originais: não apenas Silistra deveria ser entregue, mas guarnições otomanas deveriam agora ser estacionadas em outras cidades búlgaras, principalmente em Shumen e Ovech.
Depois da derrota dos sérvios e bósnios na Batalha de Kosovo em 15 de junho de 1389, João Sismanes teve que se refugiar na Hungria. No inverno de 1391–1392,iniciou conversas secretas com o rei Sigismundo, que estava planejando uma campanha contra os muçulmanos enquanto o novo sultão, Bajazeto I, fingia ter intenções pacíficas para impedir que qualquer aliança se concretizasse. Porém, na primavera de 1393, Bajazeto juntou um enorme exército com tropas de seus domínios nos Bálcãs e na Ásia Menor para atacar a Bulgária, marchando diretamente para a capital, Tarnovo e cercando-a. A defesa foi liderada pelo patriarca Eutímio por que João estava em Nikopol, presumivelmente negociando com Sigismundo. Depois de um cerco de três meses, Tarnovo caiu em 17 de julho. De acordo com o clérigo e acadêmico búlgaro contemporâneo Gregório Tsamblak, a cidade não foi capturada pela força do exército otomano e sim por uma traição. A campanha otomana de 1393 destruiu a Bulgária e as terras de João Sismanes agora se restringiam a Nikopol e diversas cidades ao longo do Danúbio. Quando retornou da Valáquia depois da Batalha de Rovine em 1395, Bajazeto atacou e capturou a nova capital de Sismanes e, de acordo com a "Crônica Anônima Búlgara", assassinou João Sismanes em 3 de junho. Uma outra fonte, bizantina, fornece a data de 29 de outubro enquanto que outras sugerem que o monarca búlgaro foi capturado e morreu no cativeiro.

## Cultura e religião
O renascimento cultural do período fez com que os historiadores denominassem o reinado de João Alexandre de "Segunda Era de Ouro da cultura búlgara" e continuou sob o governo de seu filho. Seu maior expoente foi o patriarca Eutímio (r. 1375–1393), um discípulo de Teodósio de Tarnovo, que, em 1371, fundou o Mosteiro da Santíssima Trindade,  um importante centro cultural e um importante nexo da Escola Literária de Tarnovo, a poucos quilômetros ao norte da capital. Eutímio escreveu diversas obras, incluindo hagiografias, louvores e epístolas, mas ficou mais conhecido por sua reforma ortográfica e pela padronização da língua búlgara, que teve um impacto duradouro na Sérvia, Valáquia e nos principados russos. Eutímio acreditava que muitos dos acadêmicos de seu tempo não eram suficientemente preparados e que as traduções dos textos gregos para os dialetos locais, com suas peculiaridades, poderiam levar a erros de interpretação do significado original e resultar em heresias. Os textos sobre a reforma em si não sobreviveram, embora sua natureza tenha sido parcialmente recriada por historiadores e linguistas através da análise das obras do próprio Eutímio e de seus discípulos. A ortografia proposta foi inspirada pelo antigo eslavônico eclesiástico da época do auge do Primeiro Império Búlgaro; a reforma também incluía mudanças de sintaxe e o enriquecimento do léxico com sinônimos para evitar repetições. Para assegurar seu sucesso, todos os textos tinham que ser aprovados antes da publicação, um movimento que recebeu o apoio de João Sismanes em seus éditos.

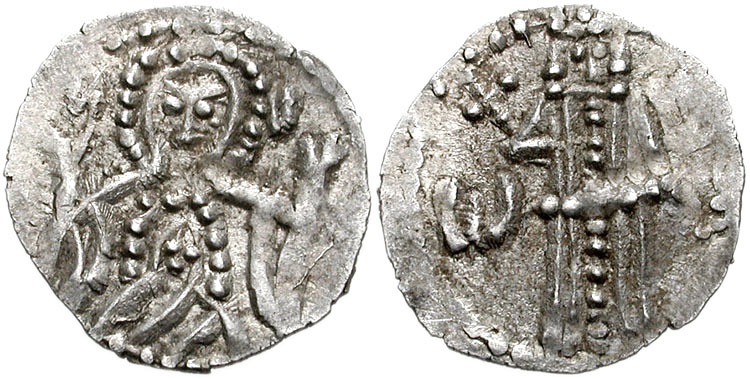
Moeda de João Sismanes

O hesicasmo permaneceu como o principal movimento da Igreja Búlgara durante o reinado de João Sismanes e Eutímio era um dos seus patrocinadores, o que fez da Bulgária, juntamente com o Império Bizantino, um grande centro de irradiação das ideias hesicastas. Eutímio era também um adversário muito ativo das heresias, mas parece que, desde a metade do século XIV, a influência dos bogomilos, o mais importante movimento herético dos Balcãs na época, havia sido muito reduzida na Bulgária e nenhum documento o menciona a partir de 1360. Outras seitas, como os barlaamitas — opositores do hesicasmo — foram também perseguidas. Eutímio tinha um ponto de vista moral estrito e defendia posições fortes contra o divórcio e contra novos casamentos depois do segundo para viúvos e viúvas. Após o colapso do Império Búlgaro, muitos acadêmicos emigraram para Sérvia, Valáquia, Moldávia e os principados russos levando consigo as conquistas culturais búlgaras, livros e as ideias hesicastas. A influência da Bulgária foi tão grande que acabou sendo chamada de "segunda influência eslava do sul sobre a Rússia". Entre os mais importantes emigrantes búlgaros estavam Constantino de Kostenets, que se assentou na Sérvia, Cipriano e Gregório Tsamblak, assentados na Rússia.
A economia estava em declínio desde a perda dos grandes portos de Mesembria e Anquíalo para a Cruzada de Saboia no final do governo de João Alexandre. Depois da morte dele e da independência do Principado de Karvuna de Dobrotitsa, Sismanes também perdeu o porto de Varna, o que levou a uma redução brusca do comércio e dos impostos. Os persistentes raides otomanos também provocaram a destruição generalizada das terras búlgaras, a fome e a migração da população rural, resultando no rápido declínio da agricultura.

### Legado

A conquista otomana da Bulgária a partir de 1371

Historiadores búlgaros geralmente fazem uma análise negativa sobre João Sismanes. Ele é visto como tendo conseguido o trono apenas através das artimanhas de sua mãe e tomando o lugar de um herdeiro legítimo, seu irmão mais velho João Esracimir, o que dividiu o país às vésperas da invasão otomana. Não há fontes históricas diretas que permitam afirmar que ele tenha, pessoalmente, feito qualquer tentativa de repelir os turcos e a sua política inconsistente tem sido descrita como reveladora de sua fraqueza pessoal e incapacidade de lidar com a difícil situação. Seu governo, porém, ainda era lembrado no século XVI, como é o caso de um tratado assinado em 1519 entre o sultão otomano Selim I e Luís II da Hungria no qual alguns territórios em disputa foram chamados de terra cesaris Sysman ("terra do imperador Sismanes")
A memória de João permaneceu firme também durante os primeiros séculos do jugo otomano. Durante a Primeira Revolta de Tarnovo em 1598, um dos líderes rebeldes — cujo nome se perdeu — alegou ser um descendente de João Sismanes e foi proclamado imperador com o nome de Sismanes III. Quase um século depois, uma segunda revolta na antiga capital foi liderada por Rostislau Estratimirovic, que também alegou ser um descendente dos Sismanes e se intitulou "príncipe da Bulgária".
Seja como for, João Sismanes é um dos mais populares e mais famosos governantes medievais do moderno Terceiro Estado Búlgaro. Há diversas obras dedicadas a ele ou ao seu reinado, incluindo um filme de 1969, "Tsar Ivan Shishman", de Yuri Arnaudov, e a música de mesmo nome da banda de heavy metal Epizod e destaque do álbum de 2004 "Santo Patriarca Evtimiy".

### Folclore e lendas

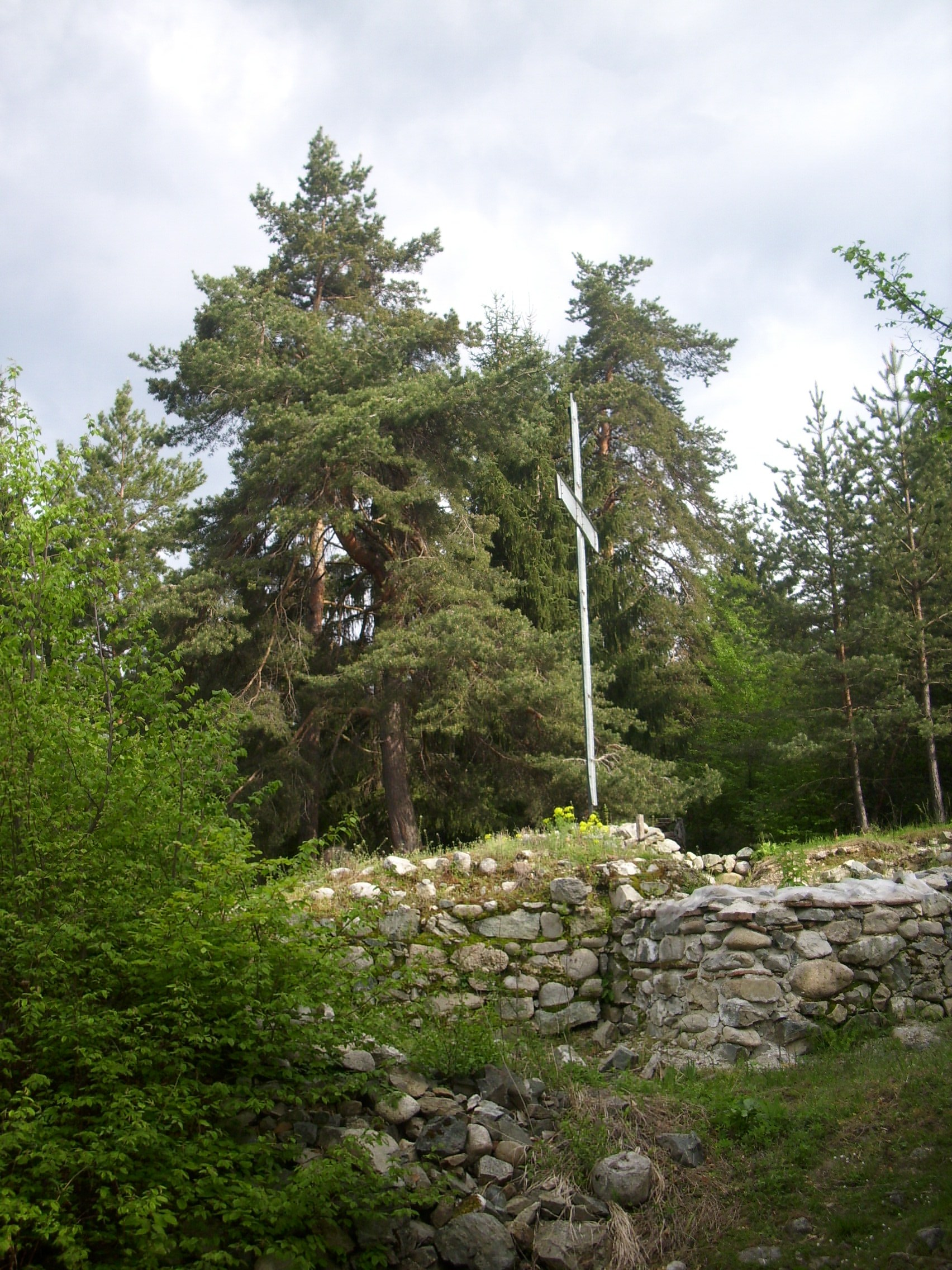
Ruínas da Fortaleza de Sismanes, em Samokov

João Sismanes é um dos mais proeminentes monarcas medievais do folclore búlgaro e seu nome aparece em diversas lendas, mitos, contos e canções como um governante heroico que lutou e morreu por seu país ao enfrentar forças inimigas avassaladoras. Há diversos lugares por toda a Bulgária batizados em sua homenagem, indo de castelos e ruínas até rochas, cavernas e topônimos. Esta "geografia" lendária está centrada principalmente na região de Sófia, Ihtiman e Samokov se estendendo para mais além em alguns casos. Perto de Samokov estão as ruínas da "Fortaleza de Sismanes" e os poços do imperador, que teriam supostamente brotado de suas sete feridas (vide abaixo). Mais ao norte, ao longo das ribanceiras e penhascos da Garganta de Iskar, estão as "Covas de Sismanes", as cavernas onde ele se escondeu por sete anos enquanto lutava contra os otomanos (vide abaixo). Outros topônimos do tipo, geralmente associados à última batalha do imperador, são Kokalyane (de kokal — "osso"), Cherepish (de cherep — "crânio") e Lyutibrod ("riacho de sangue"), todos fazendo referência ao destino das derrotadas tropas búlgaras.
Uma das mais famosas lendas sobre Sismanes trata de sua última batalha. Os otomanos estavam acampados em Kostenets, perto da nascente do rio Maritsa, e os búlgaros, numa colina perto de Samokov. Depois de uma feroz batalha, João Sismanes foi ferido sete vezes e teve que recuar para a fortaleza, onde morreu enquanto que, no campo de batalha, sete riachos brotaram, um para cada ferimento. Diz-se também que ele teria lutado na cordilheira dos Balcãs, em Shishkin grad ("cidade de Sismanes"), entre Sliven e Kazanlak, e lá teria matado 10 000 janízaros numa grande batalha. O iluminador búlgaro do século XVIII Paisius de Hilendar escreveu em sua "Istoriya Slavyanobolgarskaya" que, durante o cerco de Tarnovo, João Sismanes conseguiu alcançar Sófia com seus boiardos, escondeu seu tesouro nas Gargantas de Iskar e lutou contra os turcos por sete anos antes de morrer em combate Algumas versões sugerem que Kokalyanski Urvich teria sido a última fortaleza a cair e que, antes de morrer, Sismanes enterrou seu tesouro sob o castelo e tentou escapar cavando por dentro da montanha. As repetidas referências ao tesouro denotam que ele seria um símbolo sagrado do Estado búlgaro que, ao permanecer longe das mãos dos invasores, simbolizaria a soberania e o poder do Império Búlgaro e sua inevitável ressurreição. Há também diversos paralelos entre as lendas de João Sismanes e algumas hagiografias, especialmente a de João de Rila.
João Sismanes é um dos poucos monarcas mencionados nas canções folclóricas búlgaras e, como nas lendas, aparece bastante mistificado. Sismanes chega a aparecer até mesmo em cantigas de Natal, ora como santo no papel de protetor ora como herói lutando contra dragões e opressores, geralmente tártaros pela semelhança da palavra com Tártaro. O lugar especial de João Sismanes no folclore e nas lendas búlgaras é muito provavelmente devido ao fato de ele ter sido o último imperador búlgaro em Tarnovo. Há muitas semelhanças entre a sua história e a de seu contemporâneo, o rei Marco, monarca de Prilep, que também fez pouco para resistir à invasão otomana, mas que, posteriormente, se tornou o mais popular personagem do folclore búlgaro. O povo desejava um "imperador ideal", um defensor e protetor, cuja força precisava para sobreviver à dominação otomana, e não uma personalidade histórica real. Conforme o tempo passou, a mistificação se aprofundou e as lendas se tornaram cada vez mais distantes dos fatos reais.

## Família
João Sismanes se casou primeiro com uma búlgara chamada Ciratza Maria, que morreu no início da década de 1380. Sua segunda esposa foi Dragana, uma filha do príncipe Lázaro da Sérvia com Milica Nemânica e parente da antiga dinastia reinante sérvia. O filho mais velho do casal, Alexandre se converteu ao islã com o nome de Iskender e morreu governando Esmirna em 1418. O segundo, Fruzhin, participou das revoltas — inclusive a primeira, a Revolta de Constantino e Fruzhin, com o primo Constantino — e de outras campanhas contra os otomanos na tentativa de libertar o reino do pai e morreu na Hungria depois de 1444. Historiadores como Plamen Pavlov já especularam que o patriarca José II de Constantinopla seria um filho ilegítimo de João Sismanes.